# IISS アジア安全保障サミット
 IISSアジア安全保障サミット:シャングリラ会合（IISS Asia  Security Summit: The Shangri-La Dialogue）は、イギリスの独立系シンクタンクである国際戦略研究所（International Institute for Strategic Studies、略称:IISS）が主催する国家間安全保障会合である。

## 解説
この会合へはアジア太平洋諸国の国防担当閣僚や省庁次官、軍幹部が参加する。会合は2002年から開始され、会合の名称は開催場所であるシンガポールのシャングリラホテルにちなんでいる。会合は、アジア太平洋諸国の安全保障担当政策決定者間にて共同体意識の醸成を目的としている。各国の政府代表は会合の傍らで他国と二国間協議を行う。会合日程冒頭の政府間会合には国会議員、学識経験者、ジャーナリスト、企業関係者も参加する。
主催国であるイギリス以外に、これまでアメリカ、インド、インドネシア、ウクライナ、オーストラリア、カナダ、韓国、カンボジア、スウェーデン、スリランカ、タイ、中国、チリ、ドイツ、日本、ニュージーランド、パキスタン、東ティモール、フィリピン、フランス、ブルネイ、ベトナム、マレーシア、ミャンマー、モンゴル、ラオス（五十音順）が参加した。

## 歴史

### 背景
会合開催以前には、ヨーロッパの欧州安全保障協力機構(Organization for Security and Co-operation in Europe, OSCE)のような地域安全保障の枠組みがアジアに存在していなかった。1990年初頭に当時のアメリカ国防長官ウィリアム・ペリーと当時のタイ国防相チャワリット・ヨンチャイユットそれぞれが、アジアにおける安全保障担当者を集めた会合を提案したが失敗に終わった。当時アジアにおけるTrack one（トラック1外交）での安全保障会合はASEAN地域会合（ASEAN Reigional Forum）だけであり、この会合は信頼関係構築を目的としていたことから、それ以上の成果が見込めない非生産的と見做されていた。加えて、ASEAN地域会合は各国の外務大臣主導で行われ、東南アジア諸国における防衛外交や安全保障協力は蚊帳の外であった。
アジア太平洋地域における国防担当相同士が信頼醸成および実践的な安全保障協力を促進する会合の必要性に応える形で、2001年にIISSの所長兼代表責任者のジョン・チップマン卿がシャングリラ会合を考案した。その際、第36回ミュンヘン安全保障会議の場において、チップマン卿は「アジアの関係者が軽視されているのを目の当たりにした」と気付き、「アジアには国防大臣が会合や対話を行うための独自の防衛機関が必要だ」と認識した。
最初のシャングリラ会合は、ミュンヘン安全保障会議をモデルにし、国防大臣たちが多国間のトランスリージョナルな形式で会合を行う可能性を持つために必要なTrack oneの組織を創設する、という更なる目的を持って設立された。招待は主にASEAN地域フォーラムのメンバーに焦点を当て、真の地域安全保障機関としての役割を果たすことを意図し、初回の会議はシンガポールが開催地として選ばれ、会場にはシャングリラホテルが使用された。チップマン卿は2001年2月にシンガポールのS・R・ナザン大統領にアイデアを提案し、ナザン大統領はIISSが独立して会議を運営できるまで、IDSS（英語: Institute for Defence and Strategic Studies）の支援を提供すると申し出た。このアイデアはシンガポールの内閣にも提案され、国防省の支援を受けることが承認された。

### 2000年代
2002年の第1回会合では、各国の国防担当者が"公式宣言や発表を行う義務無しに、秘匿的に二国間または多国間で対話可能な非公式会合"という物であった。インド、インドネシア、オーストラリア、日本、シンガポール(五十音順)の国防大臣やアメリカ国防副長官といった大臣級代表者が参加した。
2003年の第2回会合では、防衛実務担当者や防衛官庁の次官級代表にまで招待リストを拡大した。
2004年の第3回会合では、更に招待リストを拡大して参加国の情報機関・治安当局の担当者をも加えた。
2005年にはパキスタンが初めて参加し、2006年には参加国数が23か国に登り、その内17か国は国防大臣が参加、3か国は国防副大臣級代表が参加した。
2007年には、中華人民共和国・人民解放軍の当時の副総参謀長である章沁生率いる中国代表団が参加し、会合はより影響力を持つ物となった。続いた2008年にはベトナム、ミャンマーが出席者を国防副大臣級に引き上げ、2009年にはベトナムから国防大臣フン・クアン・タイン率いる代表団が出席した。
2008年にはラオスが初めて参加した。この年は中国が四川大地震、ミャンマーがサイクロン・ナルギスといった自然災害に見舞われたが、両国とも高次の代表を出席させた。2009年にはオーストラリア首相ケビン・ラッドが、主催国であるシンガポールを除く初めての政府首脳参加者として参加した。

#### 2010年代
2011年には梁光烈国防部長が初の閣僚級として中国から派遣された。米中対立が激化する中で閣僚級の参加が途絶えていたが、2018年の魏鳳和以降は国防部長職の国務委員が代表団を率いており、会議の主流である欧米日韓豪比星新らの中国脅威論とは対照的に、西側全体主義のアジア諸国への侵略的支配を非難し自国の安全保障構想を説く格好となっている。